# Place de la Concorde (film, 1939)
Pour les articles homonymes, voir Place de la Concorde (homonymie).
Pour plus de détails, voir Fiche technique et Distribution.
Place de la Concorde est un film français réalisé par Karel Lamač sorti en 1939.

## Fiche technique
- Titre : Place de la Concorde
- Réalisation : Karel Lamač
- Scénario : Max Colpet
- Dialogues : Edmond Albou, Jean Féline et Pierre Humbourg
- Photographie : Jean Bachelet et Alain Douarinou
- Son : Jean Lecocq
- Musique : Paul Misraki
- Montage : Marianne Blanche
- Production : Les Films Béril
- Format :  Noir et blanc - 1,37:1 - 35 mm - Son mono
- Pays d'origine :  France
- Durée : 78 minutes
- Date de sortie :
  - France - 4 janvier 1939
- Affiches : Guy-Gérard Noël (France)

## Distribution
- Albert Préjean : Guy
- Dolly Mollinger : Rosy
- Armand Bernard : Altesse
- René Lefèvre : Ripotot
- Marcelle Praince : la mère de Marion
- Raymond Cordy : Charles, le chauffeur
- Geneviève Callix : Paulette
- Denise Cayrol : Marion
- Marcel Pérès : le fiancé
- Betty Spell : la fiancée
- Maurice Baquet : Papillon
- Bernard Blier : Brioche
- Émile Saint-Ober : le chef de gare
- Claire Gérard : la femme du chef de gare
- Jeanne Fusier-Gir